# Serifos
Serifos (grčki: Σέριφος), je grčki otok na zapadu otočne skupine Cikladi u Egejskom moru. Otok leži južno od Kitnosa i sjeverozapadno od Sifnosa, ima površinu od 75,207 km² i 1,414 stanovnika, po popisu stanovništva iz 2001. Udaljen je oko 170 km (92 nm) od Pireja. 

## Serifos u Grčkoj mitologiji
Za Serifos je vezana jedna od priča iz grčke mitologije, Akrizija kralja Arga upozorila je proročica da će ga ubiti njegov vlastiti unuk, zbog toga je on bacio vlastitu kćer Danaju i njezina malog sina Perzeja u more u drvenom sanduku. Oni su međutim preživjeli, nakon dugog plutanja po moru uspjeli su doploviti do otoka Serifosa gdje ih je primio ribar Dikt.

## Povijest
U dugoj povijesti Serifosa (5 tisuća godina) rudarstvo je igralo važnu ulogu. Najraniji dokazi o kopanju metala pronađeni su na sjevernoj obali kod mjesta Kefala 1982. godine. Taj nalaz sadrži oko 3000 tona bakrene troske, koja vjerojatno potječe iz ranog brončanog doba. 
Serifos je poput svih ostalih cikladskih otoka, cvjetao za vrijeme Kikladske kulture. Za vrijeme drevne Grčke Serifos je bio značajni polis. Nakon toga Serifosom vlada Rim, pa Bizant, rudarstvo je i nadalje najvažnija aktivnost na otoku.
Nakon Četvrtog križarskog rata i osnutka Latinskog Carstva mletački feudalac Marco Sanudo dobiva cijele Ciklade kao svoje leno i osniva Vojvodstvo Naksos 1207. Podijelio je Serifos između mletačkih plemićkih obitelji; obitelj Ghisi dobila je polovicu otoka, a obitelji Giustiniani i Michieli po četvrt. Ghisiji su svoju polovicu 1334. godine predali na obitelj Bragadini, a Giustinianiji su svoj udio prenijeli 1412. godine na Michelije.
Osmanska flota Hajrudina Barbarosse zauzela je 1537. godine Serifos, i od tad je otok pod osmanskom vlašću. Nakon Grčkog rata za neovisnost Serifos je 1829. godine pripojen Kraljevini Grčkoj. 

### Štrajk rudara na Serifosu 1916.
Na prijelazu u 20. stoljeće, Serifos je ponovno postao veliko rudarsko središte u vlasništvu njemačke obitelji Groman. Rudnici su zapošljavali velik postotak mjesnih muškaraca. Uvjeti rada u rudnicima bili su među najbjednijim u Europi, tako da je ginulo mnogo rudara. Zbog tog su rudari sa Serifosa 1916. organizirali štrajk i zahtijevali poboljšanje uvjeta i 8 satni radni dan. Štrajk je zapravo organizirao Constantinos Speras, lokalni 
anarho-sindikalist, koji je imao višegodišnje iskustvo u radničkoj borbi prikupljeno po grčkom ozemlju. Vlasnik Groman zatražio je pomoć grčkih vlasti, a one su poslale nacionalnu gardu na otok. Odmah su uhitili Sperasa i cijelo štrajkaško rukovodstvo, a na rudare su uperili oružje zahtijevajući od njih da se vrate na posao.
Kad su rudari to odbili, stražari su otvorili vatru, ubivši pritom 4 radnika i ranivši 30 njih. Kao odgovor na to žene rudara i ostali sudionici štrajka napali su na stražare kamenjem i onim što su dohvatili i ubili jednog poručnika, jednog nižeg časnika i dva policajca a njihova tijela pobacali u more te oslobodili svoje drugove. Tako su štrajkaši preuzeli kompletnu vlast na otoku i proglasili otok radničkom komunom. Ali su se ubrzo nakon toga stvari vratile u stari poredak, vlasnik Groman se vratio, ali je obećao poboljšati uvjete rada i ograničiti rad na 8 sati.

## Promjena broja stanovnika
| Godina | Ukupno stanovnika | Promjena     | Gustoća   |
| ------ | ----------------- | ------------ | --------- |
| 1981   | 1,133             | -            | 15/km²    |
| 1991   | 1,095             | -38/-3.35%   | 14.56/km² |
| 2001   | 1,414             | +319/+29.13% | 18.8/km²  |

## Pogledajte i ovo
- Cikladi

## Vanjske poveznice
- Službene stranice (grč.)